# Pilgram Marpeck
Pilgram Marpeck, né en 1495 à Rattenberg et mort en 1556 à Augsbourg, est une personnalité importante de l'anabaptisme allemand.

## Biographie

### Origines et premières années
Pilgram Marpeck est né en 1495 à Rattenberg, petit village dans lequel son père, Heinrich Marpeck, s'était installé après avoir habité à Rosenheim. Ce dernier était juge (1494–1502) et maire (1511). 
Pilgram Marpeck grandit dans un foyer très religieux. Il a probablement appris le grec ancien et le latin dans l'école de sa ville natale. Il a également développé des talents dans le domaine du génie hydraulique.
Avant de devenir anabaptiste, Pilgram Marpeck jouit d'un bon statut financier et est un citoyen très respecté de Rattenberg. En 1520, il commence à travailler en tant qu'ingénieur minier, membre de la fraternité des mineurs. Dès 1523, il sert à la fois dans les conseils intérieurs et extérieurs de Rattenberg (Äußerer Rat puis Innerer Rat). Même à un jeune âge, Marbeck devait avoir une richesse privée considérable. Cela se voit notamment dans les livres comptables de la Landesfürstliche Kammer (Chambre de commerce) qui le montre donateur d'un emprunt important. L'un de ses contemporains l'a décrit comme « un homme très pieux, excellent dans son métier et avide de l'administration de la ville de Rattenberg ».
Il épouse sa première femme en 1520, Sophia Harrer, décédée avant 1528. De ce mariage est née une fille nommée Margarethe. Au cours de l'année 1528, il se marie à nouveau. De sa deuxième femme, on ne connaît que son prénom, Anna. La famille Marbeck élève Margarethe mais aussi trois enfants adoptifs. Ils venaient probablement de familles dont les pères avaient été tués dans la mine.

### Conversion à l'anabaptisme
On ne sait pas exactement à quel moment Pilgram Marpeck se convertit à l'anabaptisme. Il profite de sa position au sein de la mine pour faire connaître les thèses du mouvement anabaptiste aux mineurs. Il quitte la mine deux semaines après l'exécution le 28 janvier 1528 d'un anabaptiste, Leonhard Schiemer. Il est possible qu'il ait perdu sa place parce qu'il refusait d'aider les autorités à capturer les anabaptistes. 
Expulsé de Rattenberg en 1528, il s'installe à Strasbourg où il se fait embaucher comme ingénieur dans le domaine du bois et commence à jouer un rôle important dans les milieux anabaptistes. En 1531, il publie deux écrits contre les spiritualistes de Strasbourg, notamment Hans Biinderlin. Pour argumenter contre ceux qui rejettent les « moyens extérieurs » de l'Église, Marpeck se fonde sur la notion de l'humanité du Christ. Selon lui, le fait que Dieu devient homme en Jésus Christ signifie que ce premier se sert du domaine matériel et extérieur pour se faire connaître. Ce raisonnement est proche de celui de Luther dans ses écrits anti-spiritualistes. 
En 1531, Pilgram Marpeck est expulsé de Strasbourg en raison de ses activités anabaptistes. Avant de partir, il envoie une « confession de foi » au conseil de la ville. Dans cette confession, il conteste surtout la théologie de Martin Bucer et emploie à nouveau le concept de l'humanité du Christ. Pendant les douze années suivantes, il a vécu la vie d'un vagabond en Suisse mais aussi dans le Tyrol, en Moravie, en Allemagne du Sud et en Alsace. Il est possible qu'il ait établi des congrégations anabaptistes dans ces régions.
Dans un écrit qui date de 1542 (Vermanung), il rassemble ses deux manières de concevoir l'humanité du Christ et construit une christologie plus complète et plus cohérente. L'humanité du Christ demeure la catégorie fondamentale, mais l'anabaptiste introduit les doctrines de la Trinité et des deux natures du Christ. 
En 1544, il travaille à Augsbourg jusqu'à sa mort en décembre 1556.

## Nom
Pilgram Marpeck signait exclusivement avec le nom Marpeck mais dans certaines sources historiques, son nom est parfois orthographié différemment ; Marichpegk (1491), Marpeck (1496), Marchpeck (1506), Marchpeckh (1509), Marchpegh (1510), Marchpegkh (1514) ou encore Marpeck (1525). L'orthographe privilégiée dans les sources anglaises est Marpeck mais dans les sources allemandes, il est fréquent de lire Marbeck.

### Sources bibliographiques
- Covenant and Community: the Life and Writing of Pilgram Marpeck de William Klassen
- Mennonite Encyclopedia de Harold S. Bender, Cornelius J. Dyck, Dennis D. Martin, C. Henry Smith, et al.
- The Hermeneutics of Pilgrim Marpeck de Walter Klaassen
- The Writings of Pilgram Marpeck de J. C. Wenger
- Pilgram Marpeck: His Life and Social Theology de Stephen B. Boyd
- La christologie de Pilgram Marpeck de Neal Blough